# Subiasella zeyensis
Subiasella zeyensis är en kvalsterart som först beskrevs av Rjabinin 1975.  Subiasella zeyensis ingår i släktet Subiasella och familjen Oppiidae. Inga underarter finns listade i Catalogue of Life.